# Tarbert
Tarbert – wieś w Szkocji, w Argyll and Bute, na półwyspie Kintyre. Leży 20 km od Lochgilphead. W 2019 miejscowość liczyła 1130 mieszkańców. Posiada połączenie promowe z Portavadie i Lochranza.